# Anucha Kitpongsri
Anucha Kitpongsri (taj. อนุชา กิจพงษ์ศรี, ur. 23 maja 1983 w Bangkoku) – piłkarz tajski grający na pozycji lewego obrońcy. Od 2018 jest zawodnikiem klubu Trat FC.

## Kariera klubowa
Swoją karierę piłkarską Kitpongsri rozpoczął w klubie Bangkok Bank FC. W 2000 roku zadebiutował w jego barwach w tajskiej Premier League. Grał w nim do 2003 roku. W latach 2004–2009 występował w BEC Tero Sasana FC. W 2010 roku był zawodnikiem klubu Pattaya United, a w 2011 roku przeszedł do Chonburi FC. W 2011 roku zdobył z nim Kor Royal Cup. W 2014 roku wrócił do BEC Tero Sasana FC, a w 2017 do Chonburi FC. W 2018 najpierw grał w Udon Thani FC, a następnie trafił do Trat FC,

## Kariera reprezentacyjna
W reprezentacji Tajlandii Kitpongsri zadebiutował w 2002 roku. W 2012 roku zajął z kadrą narodową 2. miejsce w AFF Suzuki Cup 2012.